# Semaeopus castaria
Semaeopus castaria är en fjärilsart som beskrevs av Achille Guenée 1858. Semaeopus castaria ingår i släktet Semaeopus och familjen mätare. Inga underarter finns listade i Catalogue of Life.